# 2 Tone Records
2 Tone Records je bila engleska diskografska kuća koja je uglavnom izdavala glazbu pod utjecajem ska i reggaea, a uz to je ta glazba imala punk i pop oberton.
Osnovao ju je Jerry Dammers iz The Specialsa uz potporu Chrysalis Recordsa.

## Povijest
Jerry Dammers iz sastava ska revivala, the Specialsa, pokrenuo je izdavačku etiketu 1979. godine. Chrysalis je htio potpisati s the Specialsima, ali je Dammers ugovorio izdavački ugovor kojim će Chrysalis financirati 15 singlica godišnje i izdati barem deset od njih.
Etiketa je izrodila 2 Tone, glazbu i kulturni pokret, koji je bio omiljen među skinheadsima, rudijima i nekim mod revivalistima. Etiketa je 1986. prestala raditi, no "2 Tone" se još uvijek koristi kao imprint za stara kataloška izdanja.

## Glazbenici
- The Apollinaires
- Bad Manners (samo za Dance Craze)
- The Beat (poznati kao The English Beat u SAD-u)
- The Bodysnatchers
- Elvis Costello & The Attractions (samo za neizdani singl, CHS TT7)
- The Friday Club
- The Higsons
- JB's Allstars
- Madness
- Rhoda Dakar
- Rico Rodriguez
- The Selecter
- The Special AKA
- The Specials
- The Swinging Cats

## Diskografija

### Albumi
- The Specials - Specials
- The Selecter - Too Much Pressure
- The Specials - More Specials
- Various Artists - Dance Craze
- Rico Rodriguez - That Man Is Forward
- Rico Rodriguez - Jama Rico
- Various Artists - This Are Two Tone (1983.)
- The Special AKA - In the Studio
- Various Artists - The 2 Tone Story

### Singlovi
- TT1 / TT2 The Special AKA - "Gangsters" / "The Selecter" - "The Selecter" 7" (Split single with The Selector)
- CHS TT3 Madness - "The Prince" / "Madness"  7"
- CHS TT4 The Selecter - "On My Radio" / "Too Much Pressure"  7"
- CHS TT5 The Specials - "A Message to You, Rudy" / "Nite Klub"  7" (Ft Rico)
- CHS TT6 The Beat - "Tears Of A Clown" / "Ranking Full Stop"  7"
- CHS TT7 The Special AKA - "Too Much Too Young", "Guns Of Navarone" / "Longshot Kick The Bucket", "Liquidator", "Skinhead Moonstomp" 7" (All tracks recorded live)
- CHS TT7 Elvis Costello & The Attractions - "I Can't Stand Up for Falling Down" / "Girl's Talk"  7" (Unreleased - given away at gigs)
- CHS TT8 The Selecter - "Three Minute Hero" / "James Bond"  7"
- CHS TT9 The Bodysnatchers - "Let's Do Rock Steady" / "Ruder Than You"  7"
- CHS TT10 The Selecter - "Missing Words" / "Carry Go Bring Come"  7"
- CHS TT11 The Specials - "Rat Race" / "Rude Boys Outta Jail"  7"
- CHS TT12 The Bodysnatchers - "Easy Life" / "Too Experienced"  7"
- CHS TT13 The Specials - "Stereotype" / "International Jet Set"  7"
- CHS TT14 The Swinging Cats - "Mantovani" / "Away"  7"
- CHS TT15 Rico Rodriguez - "Sea Cruise" / "Carolina"  7"
- CHS TT16 The Specials - "Do Nothing" / "Maggie's Farm"  7"
- CHS TT17 The Specials - "Ghost Town" / "Why ?" / "Friday Night, Saturday Morning"  7"
- CHS TT12 17 The Specials - "Ghost Town" (Extended) / "Why ?" (Extended) / "Friday Night, Saturday Morning"  12"
- CHS TT18 Rhoda & The Special AKA - "The Boiler" / "Theme From The Boiler"  7"
- CHS TT19 Rico Rodriguez & The Special AKA - "Jungle Music" / "Rasta Call You"  7"
- CHS TT12 19 Rico Rodriguez & The Special AKA - "Jungle Music" / "Rasta Call You" / "Easter Island"  12"
- CHS TT20 The Apollinaires - "The Feeling's Gone" / "The Feeling's Back"  7"
- CHS TT12 20 The Apollinaires - "The Feeling's Gone" (Dance Mix) / "The Feeling's Back" / "The Bongo Medley" (Extremely Long Version)  12"
- CHS TT21 The Higsons - "Tear The Whole Thing Down" / "Y Lang, Y Lang"  7"
- CHS TTS1 The Apollinaires - "Envy The Love" / "Give It Up" / "Tear The Whole Thing Down" / "Y Lang, Y Lang"  12" (White label promo only, split with Higsons)
- CHS TT22 The Apollinaires - "Envy The Love" / "Give It Up"  7"
- CHS TT12 22 The Apollinaires - "Envy The Love" / "Give It Up"  12"
- CHS TT23 The Special AKA - "War Crimes" / "War Crimes" (Version)  7"
- CHS TT10 23 The Special AKA - "War Crimes" / "War Crimes" (Version)  10"
- CHS TT24 The Higsons - "Run Me Down" (Long Version) / "Put The Punk Back Into Funk Pts 1 & 2"  7"
- CHS TT12 24 The Higsons - "Run Me Down" / "Put The Punk Back Into Funk Pts 1 & 2"  12"
- CHS TT25 The Special AKA - "Racist Friend" / "Bright Lights"  7"
- CHS TT12 25 The Special AKA - "Racist Friend" / "Bright Lights" / "Racist Friend" (Instrumental) / "Bright Lights" (Instrumental)  12"
- CHS TT25 The Special AKA - "Racist Friend" / "Bright Lights"  7" (Picture Disc)
- CHS TT26 The Special AKA - "Nelson Mandela" / "Break Down The Door!"  7"
- CHS TT12 26 The Special AKA - "Nelson Mandela" / "Break Down The Door!"  12"
- CHS TT27 The Special AKA - "What I Like Most About You Is Your Girlfriend" / "Can't Get A Break"  7"
- CHS TT12 27 The Special AKA - "What I Like Most About You Is Your Girlfriend" (Extended Version) / "Can't Get A Break"  12" (Early copies had free poster)
- CHS TT 272 The Special AKA - "What I Like Most About You Is Your Girlfriend" / "Can't Get A Break" / "War Crimes" / "War Crimes" (Version)  7" (Twin 7" pack with "War Crimes" single)
- CHS TP 27 The Special AKA - "What I Like Most About You Is Your Girlfriend" / "Can't Get A Break"  7" (Picture disc)
- CHS TT28 The Friday Club - "Window Shopping" / "Window Shopping" (Instrumental)  7"
- CHS TT12 28 The Friday Club - "Window Shopping" / "Window Shopping" (Instrumental)  12"
- CHS TT29 JB's Allstars - "The Alphabet Army" / "Al. Arm"  7"
- CHS TT12 29 JB's Allstars - "The Alphabet Army" / "String Mix" / "Radio Version" / "Al. Arm"  12"
- Tone FNMX1 The Special AKA - "Free Nelson Mandela" (70th Birthday Remake) / "Free Nelson Mandela"  12"
- TTP1 V/A - The 2 Tone Story promo EP 7" (4 track EP, Specials, Selector, Madness, promo for The 2 Tone Story LP)
- CHS TT30 The Specials - "Ghost Town" / "Ghost Town" (Dub '91)  7"
- CHS TT12 30 The Specials - "Ghost Town" / "Why ?" / "Ghost Town" (Dub '91) / "Version"  12"
- CHS TT31 Various Artists - The 2 Tone EP  7" (Special AKA, Madness, Selecter, Beat)

## Vanjske poveznice
- 2 Tone record collection (eng.)
- 2 Tone history site  Arhivirana inačica izvorne stranice od 11. listopada 2004. (Wayback Machine) (eng.)
- The 2-Tone Trail (eng.)